# Ujong Drien
Ujong Drien is een bestuurslaag in het regentschap Aceh Barat van de provincie Atjeh, Indonesië. Ujong Drien telt 1140 inwoners (volkstelling 2010).